# Owen Lloyd George, 3. Earl Lloyd-George of Dwyfor
Owen Lloyd George, 3. Earl Lloyd-George of Dwyfor, DL (* 28. April 1924; † 29. Juli 2010 in Ffynone, Pembrokeshire) war ein britischer Peer und Politiker.

## Leben und Karriere
Lloyd George war der Sohn des Richard Lloyd George, 2. Earl Lloyd-George of Dwyfor, aus dessen erster Ehe mit Roberta Ida Freeman McAlpine. Der britische Premierminister David Lloyd George war sein Großvater. Er hatte eine ältere Schwester, Lady Valerie Lloyd George (1918–2000).
Owen Lloyd George besuchte die Oundle School, in Oundle, Northamptonshire, wo er Federgewichtsmeister im Boxen wurde. Vor seinem 17. Geburtstag verließ er die Schule, um Hoch- und Tiefbauingenieur bei Sir Alfred McAlpine (1907–1968) in dessen Bauunternehmen Alfred McAlpine plc zu werden. Im Zweiten Weltkrieg diente er bei den Welsh Guards in der British Army. Dort trat er 1942 ein und wurde bereits im selben Jahr zum Captain befördert. Nach dem Tod seines Großvaters 1945 ließ Winston Churchill, ein Freund von David Lloyd George, alle vier Enkel, die beim Militär dienten, zu dessen Beisetzung in Nordwales zurückrufen. Owen Lloyd George befand seit 1944 mit dem 3. Bataillon der Welsh Guards in Italien und wurde sofort in mehreren Etappen nach Wales ausgeflogen.
Nach dem Zweiten Weltkrieg war er fast 40 Jahre als Versicherungsgeber bei Lloyd’s (Lloyd’s underwriter) in London tätig. Aufgrund des finanziellen Zusammenbruchs der Versicherungsgruppe erlitt auch Lloyd George Verluste.
1969 trug er das Schwert bei der Amtseinführung von Prinz Charles als Prince of Wales auf Caernarfon Castle. Er war auch Deputy Lieutenant für Dyfed. Von 1971 bis 1994 war er Mitglied des Historic Buildings Council for Wales. Im Alter von 63 Jahren kaufte er ein Haus in Wales, das Landhaus Ffynone in einem abgeschiedenen Teil von Pembrokeshire, welches von John Nash gebaut worden war. Es wurde von Lloyd George und seiner zweiten Frau restauriert; nach weitgehend eigenen Entwürfen legte Lloyd George dort auch einen eigenen Wald an. Dort pflanzte er in den vergangenen 20 Jahren auch über 600 verschiedene blühende und immergrüne Rhododendron-Sträucher.
Von 1993 bis 1996 war er Vorsitzender (Chairman) des White’s Club, bei dessen Dreihundertjahrfeier auch Königin Elisabeth II. als Ehrengast anwesend war.
Lloyd George veröffentlichte im Jahr 1999 seine Autobiografie, A Tale of Two Grandfathers. Er hielt auch Vorträge über seinen Großvater. Lloyd George starb am 29. Juli 2010 im Alter von 86 Jahren in Ffynone, Pembrokeshire. Am 6. August 2010 wurde ein öffentlicher Gedenkgottesdienst in der Berea Chapel in Criccieth abgehalten. Anschließend wurde er auf dem dortigen Friedhof beigesetzt. In London fand später noch eine Trauerfeier statt.

## Mitgliedschaft im House of Lords
Durch den Tod seines Vaters erbte er am 1. Mai 1968 dessen Adelstitel als 3. Earl Lloyd-George of Dwyfor und 3. Viscount Gwynedd. Er wurde dadurch Mitglied des House of Lords, wo er sich der Fraktion der Crossbencher anschloss. Am 7. Mai 1969 hielt er seine Antrittsrede im Oberhaus. Zuletzt meldete er sich dort am 21. April 1998 bei der Beratung der Government of Wales Bill, zur Reform der dortigen politischen Institutionen, zu Wort. Seine Mitgliedschaft im House of Lords endete durch den House of Lords Act 1999 am 11. November 1999.

## Familie
Er heiratete am 8. September 1949 Ruth Margaret Coit (um 1919–2003), mit der er zwei Söhne und eine Tochter hatte. Sie ließen sich 1982 scheiden. In zweiter Ehe heiratete er am 16. Juni 1982 Cecily Josephine Gordon-Cumming (1925–2012), Wiwte des Roger Marquis, 2. Earl of Woolton, geschiedene Exgattin des John Williamson, 3. Baron Forres, Tochter von Sir Alexander Gordon-Cumming, 5. Baronet.
Als er 2010 starb, erbte sein ältester Sohn David seine Adelstitel.

## Veröffentlichungen
- A Tale of Two Grandfathers. Bellew, London 1999, ISBN 978-1-85725-150-0.